# Pan M. Vizirescu
Pan M. Vizirescu (nume complet Pantelimon M. Vizirescu; n. 16 august 1903 în Brăneț, comuna Bârza, județul Olt – d. 2000) a fost un poet, eseist și jurnalist român, care a colaborat la revistele Gândirea și Sfarmă-piatră. După instaurarea guvernului Petru Groza, a făcut parte dintr-un lot de 14 jurnaliști judecați în mai-iunie 1945, pentru „crimă de contribuție la dezastrul țării”. Condamnat la închisoare pe viață, a reușit a se sustragă pedepsei trăind peste două decenii în clandestinitate.